# William Ruto
William Samoei Ruto (født 21. december 1966 i Sugoi, Kenya) er en kenyansk politiker, der var Kenyas vicepræsident fra 2013 til 2022. Siden 2022 har han været landets præsident. 

## Politisk karriere
Han blev valgt ind i det kenyanske parlament i 1997 og var assisterende minister i præsidentens kontor fra 1998-2002, hvorefter han blev indenrigsminister.
Han var fungerende præsident i oktober 2014, mens præsidenten Uhuru Kenyatta var involveret i en straffesag ved den Den Internationale Straffedomstol (ICC) i Haag. En sag, der senere blev droppet.
Ruto blev sammen med fem andre i 2011 beskyldt for at deltage i uroligheder efter et valg i 2007, der medførte 1200 dræbte. Sagen blev droppet i 2016.

## Præsidentvalget 2022
Ifølge Wafula Chebukati, formand for Kenyas valgkommision, vandt Ruto det kenyanske præsidentvalg den 9. august 2022 med 7,18 millioner stemmer (50.49 procent) mod 6,94 millioner (48,85 procent) til Raila Odinga. To andre kandidater fik til sammen mindre end 1 procent af af stemmerne.
Odinga anfægtede valgresultatet, og bad Kenyas højsteret om at vurdere resultatet. Den 5. september udtrykte rettens dommere i fuld enighed, at Odingas alliances beviser var utilstrækkelige, og stadfæstede at Ruto var valgets vinder.
Ruto efterfulgte Uhuru Kenyatta, der havde siddet i to perioder.